# Bernard Garo
Bernard Garo, né à Genève le 11 mai 1964, est un artiste peintre, plasticien et photographe suisse.

## Biographie
Sauf indication contraire ou complémentaire, les informations mentionnées dans cette section peuvent être confirmées par le site internet de l'artiste.
Après avoir obtenu son diplôme et le prix de peinture à l'école cantonale d'art de Lausanne (ECAL) en 1989, il travaille entre Nyon et Paris avant de partir pour Barcelone puis, en 2000, pour Berlin avant de passer par Bâle ; il réunit en 2004 ces trois lieux dans un projet artistique relaté dans un ouvrage intitulé « Barcelona, Basel, Berlin ». Entre 2004 et 2014, il reconduit l'expérience avec un projet intitulé « ARIL » (Alexandrie, Reykjavik, Lisbonne, Istanbul) qui raconte, par la peinture, l'histoire de ces quatre villes ravagées par des séismes ; selon l'historienne de l'art Florence Darbre, ce projet « aboutira sur un nouveau livre pluridisciplinaire [qui] sera la pièce maîtresse d’une pensée actuelle, qui sera révélée en synergie au travers d’un film documentaire, produit par PS productions et développé par une exposition muséale, qui voyagera ensuite dans les villes et pays concernés. » ; il donne lieu, en particulier, aux expositions « Caledria » (centré sur l'Islande) et « Au-delà du Sud » (sur l'Égypte).
Bernard Garo est l'un des membres fondateurs du collectif La Dernière Tangente (avec le musicien Éric Fischer, le réalisateur Marc Décosterd et la danseuse Élise Ladoué) qui présente différents spectacles et dont le spectacle « Pangea Ultima I: La chute d’Icare », présenté le 16 janvier 2014 à l'Usine à gaz de Nyon, marquait le 15e anniversaire. Il est également fondateur du collectif Black Shroud avec le cinéaste Marc Décosterd, réalisant plusieurs courts-métrages primés autour de thématiques environnementales.
Après avoir remporté le grand prix d'art contemporain Gemlucart Monaco 2013 avec son œuvre « Vendredi 13 (après l’averse) », Bernard Garo se voit offrir une exposition personnelle dans la galerie d'Adriano Ribolzi à Monaco, dont l'invitée d'honneur pour le vernissage fut la princesse Caroline de Monaco, présidente d'honneur de l'association organisatrice.
Depuis 2017, l’artiste a travaillé entre Pékin et Moscou où il développe notamment un autre regard et des réflexions artistiques liées à l’humain et son impact grandissant sur l’environnement. À la suite de son exposition au Musée Arlaud à Lausanne, il se focalise sur des thématiques comme la vulnérabilité, le temps, l’érosion et la géologie alpine. Son travaille se concentre dès lors sur la dégradation accélérée des glaciers, un sujet qu’il aborde au travers d’œuvres pluridisciplinaires.
Si l’œuvre de Garo est principalement picturale et matiériste (il intègre à ses toiles des matériaux naturels récoltés sur des falaises, dans les cratères de volcans ou sous les glaciers), elle est aussi transversale, car il développe également des installations, un travail photographique, performatif et filmique (au travers de sa collaboration avec le cinéaste Marc Décosterd.)
Son œuvre, qui célèbre la nature et la fragilité de l’Homme, se veut à la fois émotionnelle et technologique, scientifique et philosophique. À ce jour, Bernard Garo a plus d’une centaine d’expositions à son actif (En Suisse, Europe, Russie, États-Unis et en Chine).
En 2022, Bernard Garo et Marc Décosterd unissent leurs forces en créant Black Shroud, un collectif avant tout centré sur la création de films, autour de questions sociétales et environnementales.
Le court métrage Crevasse du duo d’artistes Black Shroud (Bernard Garo et Marc Décosterd) a de plus été récompensé comme meilleur film expérimental au Berlin Art Film Festival 2023, du prix de la meilleure photographie en Norvège et de celui du second meilleur court métrage en Argentine, tout en étant nommé dans de nombreux autres festivals dont le FIFAD 2022 (Festival International du Film Alpin des Diablerets). Leur film performatif 1000 ans sous la glace fut nommé au FIFAD 2023. L’actualité du propos se confirme avec succès au travers du second film performatif Plus pour longtemps qui a également été sélectionné au FIFG 2023 (Festival International du Film sur les Glaciers de Genève). Le court métrage, Tabula Rasa a notamment été primé « meilleur documentaire éco » au Festival Bridge of Peace de Paris 2023.
En 2023, pour la 4e fois, l’artiste représente la Suisse à l’exposition NordArt près de Hambourg.
Son œuvre dédiée depuis des années à des questions environnementales lui vaut d’être le lauréat du premier Grand Prix Artivist Lion de Venise grâce au film Crevasse, sorti en 2022, coréalisé avec le cinéaste suisse Marc Décosterd. Il est par la suite invité en résidence art et science au Muséum d’histoire naturelle de Genève, qui lui donne carte blanche et l’expose de 2022 à 2023.

## Œuvres publiques
Sauf indication contraire ou complémentaire, les informations mentionnées dans cette section peuvent être confirmées par le site internet de l'artiste.
- M20, Makrolon®, 8000 x 8000 cm, métro M2 station Pont Bessières, Lausanne (CH)
- Flux-Fluss, verre, 5 éléments de 40 x 500 cm, giratoire, Wiedlisbach (CH)
- Stèle, verre et métal, 110 x 1300 cm, façade d’un immeuble, Nyon (CH)
- L’Espace des Tournesols, 5000 x 5000 cm, installation de land’art, Paléo, Nyon (CH)
- Les galets bleus, 5000 x 5000 cm, installation média mixte en extérieur, Paléo Festival, Nyon (CH)
- Water In, 500 x 1100 cm, tapisserie d’Aubusson et fils de haute-technologie (aéronautique), établissement scolaire de Gland (CH)

## Œuvres scéniques avec le Collectif de la Dernière Tangente
Sauf indication contraire ou complémentaire, les informations mentionnées dans cette section peuvent être confirmées par le site internet de l'artiste.
- 2023 Genève, Muséum d’histoire naturelle, présentation de la performance Impure lors de l’évent « le sublime désastre » dans le cadre de l’exposition Rendez-nous la beauté.
- 2022 
  - Saint Moritz, à la galerie 10, présentation de la performance s’intitulant « le sublime désastre »
  - Sénart, Paris (F), Scène nationale, la présentation de la perfo « Disloquée » a été renvoyé au printemps 21
- Nyon (CH), les rencontres d’atelier de cette année ont été annulées en raison de la pandémie
- 2019 
  - Fête des arts, performance de rue en pleine Ville de Nyon, « Le linceul du Glacier »
  - Nyon (CH), création des « Rencontres d’atelier, trimestrielles et pluridisciplinaires »
- 2018
  - Usine à gaz, Nyon (CH), (création Suisse) œuvre scénique «La Disloquée»
  - Nyon, Fête des arts, performance dans l’atelier ICI Nomade en interaction avec les oeuvres»
- 2017 Musée d’art Arlaud, suite de 6 performances in situ dans l’exposition + concerts et performances
- 2014 
  - Usine à gaz, Nyon (CH), (création Suisse) œuvre scénique «Pangea Ultima ou la chute d’Icare»
  - Sénart, Paris (F), Scène nationale, (création française), nouvelle œuvre scénique «Pangea Ultima ou la chute d’Icare»
  - Bagneux, Paris (F), Théâtre national, œuvre scénique «Pangea Ultima ou la chute d’Icare»
- 2013 Auditorium Arnold Reymond, Pully (CH), présentation d’extraits du parcours du collectif après 15 ans d’interdisciplinarité
- 2012 Ferme de la Chapelle du Grand-Lancy et Bain des 3 jetées à Nyon, «L1014B» perfo. en plein air
- 2011
  - Usine à Gaz, Nyon (CH), œuvre scénique «Première détection certaine»
  - Sénart, Paris (F), Scène nationale, œuvre scénique «Première détection certaine»
  - Paris, Cloître des Billettes, dans le cadre de la manifestation d’art contemporain Nuit Blanche, présentation de la performance «L1014 B» au cœur de la sculpture
- 2010 Lausanne (CH), Festival de la Cité, performances Otages et Body ritual
- 2009 
  - Dijon (F), Scène nationale, œuvre scénique «Wasser Wind und Stahl»
  - Nyon (CH), Far festival, œuvre scénique «Wasser Wind und Stahl»
  - Avenches (CH), Hôtel de Ville et du Maure, performance du collectif de la Dernière Tangente
  - Nyon (CH), Journées du patrimoine, performance en compagnie du Collectif de la Dernière Tangente
  - Lausanne (CH), Rez du Palais Rumine, performance «Pas sage» avec le Collectif de la Dernière Tangente
- 2008 Paris (F), Espace Pierre Cardin, foire Show Off avec la galerie Synopsism de Lausanne, sur le thème de la performance.
- 2007 Dijon (F), Scène nationale, performance « Temps Morts ».
- 2005
  - Sénart –Paris (F), Scène nationale, performance « Temps Morts ». 
  - Nyon (CH), Far, performance interdisciplinaire, création «9 pictures from 99 body ritual tales».
- 2004 Lausanne (CH) Théâtre de Vidy-Lausanne (CH), performance interdisciplinaire “Temps-Morts“.
- 2002 participation au festival des arts vivants de Nyon dans une performance collective
- 2001 Lausanne (CH), Palais Rumine performance dans le cadre de la présentation de l’œuvre « Pas sage »
- 2000 Paris (F), invité au « Festival des arts dans la Rue » de Châtillon, performance éponyme du collectif
- 1999 Création du collectif avec une performance publique dans l’atelier, puis dans les expositions

## Courts-métrages coréalisés avec Marc Décosterd
Sauf indication contraire ou complémentaire, les informations mentionnées dans cette section peuvent être confirmées par le site internet de l'artiste.
- 2023
  - Tabula Rasa
  - Le Sublime désastre
  - Plus pour longtemps
  - 1000 ans sous la glace, dans les entrailles du glacier
  - Vanités-dégel
  - Dripping hands
  - Impure
  - Eau-feu-glace
- 2022
  - Crevasse
- 2018
  - Humanity

## Expositions personnelles
Sauf indication contraire ou complémentaire, les informations mentionnées dans cette section peuvent être confirmées par le site internet de l'artiste.
- 2023
  - Galerie Lac, Vevey (CH) présentation événementielle en lien avec le vigneron du Lavaux, Blaise Duboux
  - Galerie du Château Renens (CH)
  - The Art Gallery Zermatt (CH)
  - Muséum d’Histoire Naturelle de Genève (CH), Exposition« Rendez-nous la beauté » du 30 mars au 25 juin 2023
  - Muséum de Genève, 6 séquences évolutives développées in situ dans le cadre d’une résidence art et science.
  - Impact Hub, Palais de Beaulieu, Lausanne « Vents contraires », manifestation d’art contemporain en lien à l’environnement, invitation par My Blue Planet,pour la réalisation d’une installation éphémère.
- 2022
  - Galerie 10 Saint Moritz (CH)
  - Résidence-exposition de recherche art et science au Muséum d’Histoire Naturelle de Genève (CH)
- 2021
  - Galerie Russo-Yubéro, Genève (CH)
  - Art et prestige, Kristina Andreoli, Montricher (CH)
  - Centre d’exposition du Mont-Cervin, Zermatt , galerie Russo-Yubéro (CH)
- 2020 
  - Galerie Russo-Yubéro, Genève (CH)

- 2019 
  - Gallery Just a Space, Sanya (CN)
  - Galerie du Château de Renens (CH)
  - Ural Sinara art Gallery, photos exhibition “The memory of time” Ekaterinburg (RU)
  - Sinara art Gallery in the new Sinara Center, paintings, “Depths and Surfaces” Ekaterinburg (RU)
- 2018 
  - Petit Palais du Fairmont Montreux palace, Plexus Palace art gallery, Montreux (CH)
  - La galerie l’atelier photo, « la fin d’un mythe », Nyon (CH)
- 2017 
  - Déflagration, exposition monographique au musée d’art Arlaud, Lausanne (CH)
  - Art Dynasty gallery, Genève (CH)
  - Plexus Palace Art Gallery, Montreux (CH)
- 2016 
  - Coppet (CH), organisation de l’AABG dans les Caves du Château avec l’appuis de la Municipalité, «avant la Déflagration » peintures, lancement de la souscription du livre Déflagration en parallèle avec artnet.ch
- 2015 
  - Evian (F), Galerie 29, «vestiges, bleus d’Orient» peintures
  - La Chaux-du-Milieu (CH), Centre d’expositions, le Grand Cachot, «Vertiges», peintures
- 2014 
  - Monaco, (F), Galerie Adriano Ribolzi, «le visible de l’invisible»
  - Grand-Lancy (CH), Centre d’expositions, Ferme de la Chapelle, «Oxymores», peintures
  - Nyon (CH), Espace Murandaz, 25 ans de peinture
- 2013 
  - Lausanne (CH), Galerie Synopsism, peintures et photos récentes
  - Renens (CH), Galerie du château, «Chrysalide», photographies
  - Pampigny (CH), Galerie de photographie Agnès Martel, commande «Hiver comme été»
  - Galerie du Château de Renens (CH)
- 2012 
  - Nyon (CH), Espace Murandaz, peintures récentes
  - Grand-Lancy (CH), Centre d’expositions et de culture, Ferme de la Chapelle, «La voix d’un espace vide»
- 2011 
  - Vevey (CH), Ferrari Art Gallery, «Vertiges et vibrations», peintures récentes
  - Rue (CH), Galerie de Rue, peintures récentes
  - Paris (F), Cloître des Billettes, dans le cadre de la manifestation d’art contemporain Nuit Blanche, présentation de la sculpture L1014 réalisée en collaboration avec Etienne Krähenbühl.
- 2010 
  - Grand-Lancy (CH), Centre d’expositions, Ferme de la Chapelle, «Fusions ardentes», peintures
  - Lausanne (CH), Galerie Synopsism, «20 ans de peinture, parcours sur une œuvre, les Inédits»
  - Nyon (CH), Galerie d’Art Junod, «Lisboa l’intranquille», peintures récentes
- 2009 
  - Martigny (CH), Galerie Le 7, de J.-M. Gard, «Event du Trémor», peintures récentes et photographies
  - Pampigny (CH), Galerie Agnès Martel, «Topographie du passage et de l’oubli», photographies
  - Nyon (CH), Galerie d’Art Junod, «Expériences, dessins à 4 mains», en collaboration avec P.-A. Bertola
- 2008 
  - Nyon (CH), Galerie d’Art Junod, «Aqua et Ignis», peintures récentes
  - Lancy (CH), Centre d’expositions et de culture de la Ferme de la Chapelle, «Au-delà du Sud», peinture
  - Genève (CH), Galerie Calart Actual, «Caldeira», peintures récentes
  - Bruxelles (B), Bozar, rencontre photographique internationale de l’Eté de la Photographie de Bruxelles «Topographie du passage et de l’oubli», photographies 2001-2008
  - Knokke le Zout (B), Galerie associée à la galerie Faider de Bruxelles, présentation de photographies
- 2007 
  - Lausanne (CH), Galerie Synopsism, «Etats de la matière», peintures récentes et photographies en synergie avec l’inauguration de l’œuvre du M2 par la Ville de Lausanne

- 2006 
  - Berne (CH), Galerie Brügger, peintures récentes
  - Zurich (CH), Art Forum, Ute Barth, peintures récentes
- 2005 
  - Bruxelles (B), Galerie Faider, peintures récentes
  - Lausanne (CH), Galerie Synopsism. peintures récentes
- 2004 
  - Genève (CH), Galerie Calart Actual, peintures récentes
  - Lausanne (CH) Centre de Recherche Nestlé, peintures récentes
  - Segovia, Madrid (E), Galeria Calart Actual, La Granja de San Ildefonso, peintures récentes
- 2003
  - Wohlen (CH), CombyArt, exposition grand formats, avec présentation de la monographie
- 2002
  - Ballens (CH), Galerie Edouard Roch, présentation du livre monographique
- 2001
  - Paris (F), Maison des Arts de Châtillon
  - Assens (CH), Centre culturel, « Barcelona – Berlin »
- 2000
  - Lausanne (CH), Galerie Collis
  - Paris(CH), Galerie Arquebusiers
  - Paris-Châtillon (CH), Maison des Arts
  - Genève (CH), Galerie Calart Actual
  - Knokke (CH), Galerie ABC
- 1999
  - Lausanne (CH), Galerie Planque
- 1998
  - Genève (CH), Galerie Calart Actual
- 1997
  - Kloten (CH), Galerie Wullschleger
  - Lausanne (CH), Galerie Planque
- 1996
  - Genève (CH), Galerie Calart Actual, « La fureur de peindre »
  - Limoges (F), Centre Culturel Jean-Gagnant, invité du festival de la Francophonie, catalogue épuisé
- 1995
  - Lausanne (CH), Espace d’art contemporain
- 1994
  - Genève (CH), Galerie Saint-Léger, peintures récentes
- 1993
  - Lausanne (CH), Galerie de la Source, papiers peints
- 1992
  - Dorigny (CH), Centre d’art du Polydôme de l’EPFL, peintures récentes
- 1990
  - Nyon (CH), Fondation du Midi Nyon, papiers peints

## Expositions collectives
- 2024
  - Artichoke Estavayer le lac, street art festival, (CH)
  - Galerie Artbongard Verbier (CH)
  - Impact Hub, kraftwerk, Zurich (CH), «vents contraire II» organisé par My Blue Planet
- 2023
  - 5ème Biennale de Land’art 23, Andorre (AND)
  - NordArt 2023 (DE)
  - Impact Hub, Beaulieu, Lausanne (CH), «vents contraire» organisé par My Blue Planet
  - Journée des Arts Nyon 2023 (CH)
- 2022
  - Galerie SV San Vidal Venise, shim eco
  - Suite 201, Aqua Art Miami, shim eco
  - Château de Saturnia, Saturnia art festival, shim eco
  - Ursa gallery New-York, shim eco
  - Galerie éphémère Art Bongard et Barnes Verbier
  - Mads art gallery Milan (I)
  - Musée national de Chine, Biennale internationale d’art contemporain de Pékin
- 2021
  - Centre d’exposition de Nantong (CN)
  - Lv Lang Art Center Nantong, Jiangsu province (CN)
  - Art Museum of Guiyang, Guizhou Province (CN)
  - Kuanzhai Art Museum, Chengdu, Sichuan Province (CN)
  - Büdeldorf (DE), Nordart 2021, (3ème participation consécutive)
- 2020
  - Büdeldorf (DE), Nordart 2020 a été renvoyé en 2021en raison du COVID.
  - Nyon (CH), Fête des Arts, présentation d’une série sur laannulée à cause de la pandémie et renvoyée à 2021
  - Nyon (CH), Galerie l’Atelier photo, présentation de fin d’année des artistes de la galerie.
  - Montreux (CH), vente aux enchères caritative d’une de mes œuvres pour le Liban, au travers du MAG
  - Nyon (CH) Fête des Arts
- 2019 
  - Paris (F), Fiac Art Fair
  - Ekaterinburg (RU), 5th international Ural industrial and contemporary art Biennale, Sinara Center, “Immortrality”
  - Büdelsdorf (DE), Nordart close to Hamburg, 21st international contemporary art exhibition
  - Beijing (CN), National Museum of China, 8th international contemporary art Biennale
  - Nyon (CH) Fête des Arts
- 2018 
  - Art Genève (CH) (Artmyn)
  - Art Zürich (CH)(Art Forum)
  - Art Basel (CH) (Axa Art)
  - Xi’an (CN), Art museum, photographies, “Beyond the wall”
  - Büdelsdorf (DE), Nordart, close to Hamburg, 20th international contemporary art exhibition
  - Beijing (CN), Fangyuan art Gallery
- 2017 
  - Beijing (CN), National Museum of China, 7th international contemporary art Biennale
  - Arles (FR), Festival européen de la photo, «la fin d’un mythe»
- 2016 
  - Assens (CH), Centre culturel
- 2015 
  - Megève (F), 1ère Biennale So Art & Design, peinture et photographie
  - Zürich (CH), « Winter »Ausstellung, Ute Barth, Art Forum
  - Begnins (CH), 20 ans « Artnet.ch », Christiane Franquin
- 2014
  - Begnins (CH), « Artnet.ch », Christiane Franquin
- 2013 
  - Assens (CH), Centre culturel, peinture et sculpture, groupe 9+1
  - Vullierens (CH), galerie du Château, peinture et sculpture
  - Monaco (MC), Auditorium Rainier III, présentation des sélectionnés du concours international d’art
- 2012 
  - Meyrin (CH), Forum, exposition de 7 sculpteurs, 1 céramiste et 1 peintre réunis par l’atelier
  - Dahab (EGY), Elsahara Gallery, exposition de photographie sous l’eau, «After the death»
  - Pampigny (CH), Galerie de photographie Agnès Martel, «itinér’art, projet photographique»
  - Kathmandou (NP), Patan Museum, «From Portrait to Self Portrait»
  - Morges (CH), Espace la Côte, Galerie de photographie Agnès Martel, photographies récentes
  - Granges (CH), Triennale de la gravure

- 2011 
  - Barcelone (SP), Fundacio Palo Alto, «Del retrato al autoretrato», un livre, une expo avec Nodar
  - London (GB), Hundred Years Gallery, «From Portrait to Self Portrait»
  - Countainville (F), «Du portrait à l’autoportrait», exposition itinérante
  - Menen (B), Musée, exposition itinérante sur la grande guerre, photographies, phase IV
  - Hazebrouck (F), Musée des Augustins, exposition itinérante sur la Grande Guerre, photographies
  - Tokyo (JP), Gallery 6, exposition en faveur des victimes du tsunami
  - Morges (CH), Espace la Côte, Galerie Agnès Martel, photographies
  - Ballens (CH), Galerie Edouard Roch, «Les amitiés désordonnées»
- 2010 
  - Stenay (F), Hôtel de Ville, exposition itinérante sur la Grande Guerre, photographies, phase II
  - Diksmuide (B), «IJzertoren», exposition itinérante sur la Grande Guerre, photographies, présentation dans différents musées et mémorials, sur le front, jusqu’en 2011
  - Berne (CH), Galerie Brügger, 20 ans de galerie
- 2009 
  - Nyon (CH), Galerie Junod, «Eau-Vent-Acier», oeuvres en lien avec le spectacle présenté au Far festival des arts vivants.
  - Zürich (CH), Galerie Ute Barth, Art Forum
  - Zürich (CH), Rothe Fabrik, présentation en collaboration avec Enas Elsadiek, «After Death»
- 2008 
  - Paris (F), Show off, Foire d’Art contemporain avec la Galerie Synopsism, photographie et perfo
  - Neuchâtel (CH), Musée d’Art et d’Histoire, photographie, thème Frontière
  - Berne (CH), Galerie Brügger
- 2007 
  - Genève (CH), Villa Dutoit, «Duo», Visarte Genève
  - Sion (CH), La ferme asile, «Duo», Visarte Valais
- 2006 
  - Monthey (CH), Halle Giovanola, Visarte Valais
  - Lausanne (CH), Galerie Synopsis• Zürich (CH)
  - Kunst Zürich représenté par la galerie Art Forum
- 2005 
  - Rolle (CH), Galerie Art Contact, exposition collective.
- 2004 
  - Art Bruxelles et Kunst Wiesbaden, représenté par la galerie Synopsism, Lausanne (CH)
  - Kunst Zürich 04, représenté par la galerie Ute Barth, Zürich (CH)
- 2003
  - Paris (F), salon d’Automne, catalogue
  - Berne (F), Wankdorf, exposition des projets de concours pour la Wankdorfplatz, (réf. Monographie)
- 2002
  - Lausanne (CH), Rez du palais de Rumine, installation in situ interdisciplinaire
  - Wohlen (CH), CombyArt, exposition inaugurale et présentation de ses artistes
  - Lausanne (CH), Hôtel de Ville, collection du fonds des arts plastiques, catalogue
  - Aubusson (F), Galerie Espace Philipps « pas sage » présentation d’une œuvre interdisciplinaire de 9 m de long
  - Vevey (CH), Musée Jenisch, collection BCV, 1991-2001, catalogue
  - Beauvais (F), biennale internationale de la tapisserie et de la fibre textile, catalogue
  - Genève (CH), Europ’Art fair, stand Ph+
  - Lausanne (CH) L’art au CHUV, présentation des projets d’intervention d’art pour une polyclinique, finalistes
  - Genève (CH), Centre d’art en l’île, expo des projets d’art intégré dans l’architecture, finalistes du concours
  - Nyon (CH), exposition de photos numériques dans le cadre d’une présentation Optic 2000
- 2001
  - Payerne (CH), Musée
  - Morat (CH), Exposition en plein air au cœur de la Ville, « Murtener Fisch », Catalogue
  - Nyon (CH), Usine à Gaz, installation monumentale in situ pour l’ouverture de saison
  - Courtrai (B), Biennale d’Art, Galerie ABC
  - Lausanne (CH), Galerie Catherine Niederhauser
  - Ballens (CH), Galerie Edouard Roch
- 2000
  - Athènes (GR), Galerie H.A.U
  - Lausanne (CH), Forum d’art contemporain, Hôtel de Ville, galerie Planque
  - Prangins (CH), Musée national Suisse du Château, catalogue
  - Paris (F), Ambassade, Tapisseries d’Aubusson
  - Ballens (CH), Galerie Edouard Roch
  - Paris-Châtillon (F), Festival international des « Arts dans la Rue »
  - Paris(F), Salon Grands et Jeunes d’aujourd’hui, catalogue
- 1999
  - Lyon (CH), Galerie L.D., Tapisseries
  - Genève (CH), Galerie Calart Actual
  - Nyon (CH), Musée du Château
  - Payerne (CH), Musée et Abbatiale, catalogue
  - Lausanne (CH), Musée cantonal, Espace Arlaud
- 1998
  - Paris (F), Centre culturel de l’Ambassade de Suisse
  - Roquebrun (F), Projet « Carré de dix »
  - Pully (CH), Musée d’art contempoorain
  - Barcelone (CH), Galeria Article 26
- 1997
  - Barcelone (ES), Galeria Maria José Castellvi
  - Stuttgart (CH), Kunst Forum Rathaus
  - Paris (F), Centre d’exposition de la Chapelle de la Sorbonne
  - Aubusson (F), Musée de la Tapisserie
  - Lausanne (CH), Galerie Planque
  - Genève (CH), Galerie Calart Actual
- 1996
  - Nyon (CH), Musée du Léman
  - Lausanne (CH), Centre d’Arts Visuels
  - Genève (CH), Espace Ruine
  - Nyon (CH), galerie Fischlin
  - Nyon (CH), Piscine de Colovray, Exposition en plein air« Ecran Total », installation in situ
- 1995
  - Nyon (CH), Usine à Gaz
- 1994
  - Pully(CH), Musée d’art de Pully, Fondation Asher Edelmann
  - Lausanne (CH), échange visarte galerie du Labyrinthe
- 1993
  - Lausanne (CH), galerie du Labyrinthe, échange Visarte
- 1992
  - Printemps culturel de Grand-Champ, Gland (CH)
- 1991
  - La menuiserie, centre d’art, exposition inaugurale, Nyon (CH)
  - 1989
  - Théâtre de Vidy, présentation collective des jeunes artistes diplômés de l’ECAL
  - ECAL travaux de diplômes Lausanne et du prix de peinture (CH)
- 1988
  - ECAL exposition des travaux primés en photographie et Xylographie, Lausanne (CH)

## Prix et récompenses
Sauf indication contraire ou complémentaire, les informations mentionnées dans cette section peuvent être confirmées par le site internet de l'artiste.
En 1994, il remporte le prix artistique de la ville de Nyon ainsi que le « Prix coup de cœur » de la Migros-Vaud puis, en 1999 et 2011, est à deux reprises finaliste de la Bourse Sandoz. Il remporte également plusieurs concours, parmi lesquels la réalisation d'un giratoire à Wiedlisbach en 2004, une œuvre d'art dans le collège des Tuillières à Gland en 2005 ou encore l'animation artistique de la station Bessières du M2 de Lausanne.
- Liste des récompenses et distinctions
  - 2023 Lauréat de divers prix pour les autres courts métrages réalisés par le collectif Black Shroud
  - 2022 1er Grand Prix ARTVIST LION de Venise pour l’ensemble de sa carrière engagée sur des thèmes sociétaux et environnementaux.
  - 2022 Lauréat de Grands prix internationaux pour le film Crevasse, (Allemagne, Argentine, Norvège)
  - 2022 Lauréat de la bourse d’art et de recherche du Canton de Vaud, Covid
  - 2013, Grand Prix d’art de Monaco, présidé par Son Altesse royale la Princesse Caroline de Hanovre.
  - 2011, finaliste de la prestigieuse Bourse Sandoz (Prix FEMS).
  - 2009, finaliste du concours pour la station Béjart du métro lausannois.
  - 2007, Lauréat du concours pour l’animation artistique de la façade d’un immeuble à Nyon, réalisé.
  - 2006, Lauréat du concours pour l’oeuvre de la station du Métro M2, sous le Pont Bessières, réalisé.
  - 2005, Lauréat du concours pour une œuvre intégrée dans le collège des Tuillières à Gland, réalisé
  - 2004, Lauréat du concours pour un giratoire à Wiedlisbach, réalisé.
  - 1999, finaliste de la Bourse Sandoz
  - 1996, Prix Coup de cœur artistique de Migros (Vaud)
  - 1994. Prix artistique de la Ville de Nyon
  - 1989, Diplôme de l’ECAL avec prix de peinture (Edy Serex). Durant ses études à l’ECAL

## Filmographie
- Laurence Mermoud, RTS 1 : Passe-moi les jumelles du 4 mars 2022, « Garo l’urgence de la beauté »[12]
- Melisa Oriol, La Télé : Portrait d’ici, diffusé le 5 mai 2023[13]
- Joëlle Rebetez et Rayane M’zouri, RTS 1 : RAMDAM du 15 juin 2023, « Rendez-nous le futur »[14]
- Morgane Belloir, France 5 : Échappées Belles, 90 minutes d’évasion et de rencontres autour du globele
- Fred Graber, Garo pense juste... mais pas comme nous : aspects de son œuvre en 2001, 2001
- Christophe Michaud, work in progress, film présenté en public lors de l’exposition Oxymores, juin 2014